# Kazimierz Prokopowicz
Kazimierz Prokopowicz (tudi rusko Казимир Цезаревич Прокопович; Kazimir Cesarjevič Prokopovič), poljski general, * 1905, † 1976.